# Atheta keeni
Atheta keeni är en skalbaggsart som beskrevs av Thomas Casey 1910. Atheta keeni ingår i släktet Atheta och familjen kortvingar. Inga underarter finns listade i Catalogue of Life.